# Каподаква (Перуђа)
Каподаква је насеље у Италији у округу Перуђа, региону Умбрија.
Према процени из 2011. у насељу је живело 368 становника. Насеље се налази на надморској висини од 388 м.